# Pontiometra andersoni
Pontiometra
Genre
Espèce
Pontiometra andersoni, unique représentant du genre Pontiometra, est une espèce de crinoïdes de la famille des Colobometridae.

## Description et caractéristiques
C'est une assez grande colobométridée, reconnaissable à ses cirrhes extrêmement longs et fins, de longueur comparable à celle des bras, qu'elle tient généralement serrés en une corolle très caractéristique (elle peut en avoir jusqu'à 120). Elle est généralement de couleur rouge sombre, avec parfois les pointes des pinnules jaunes. 

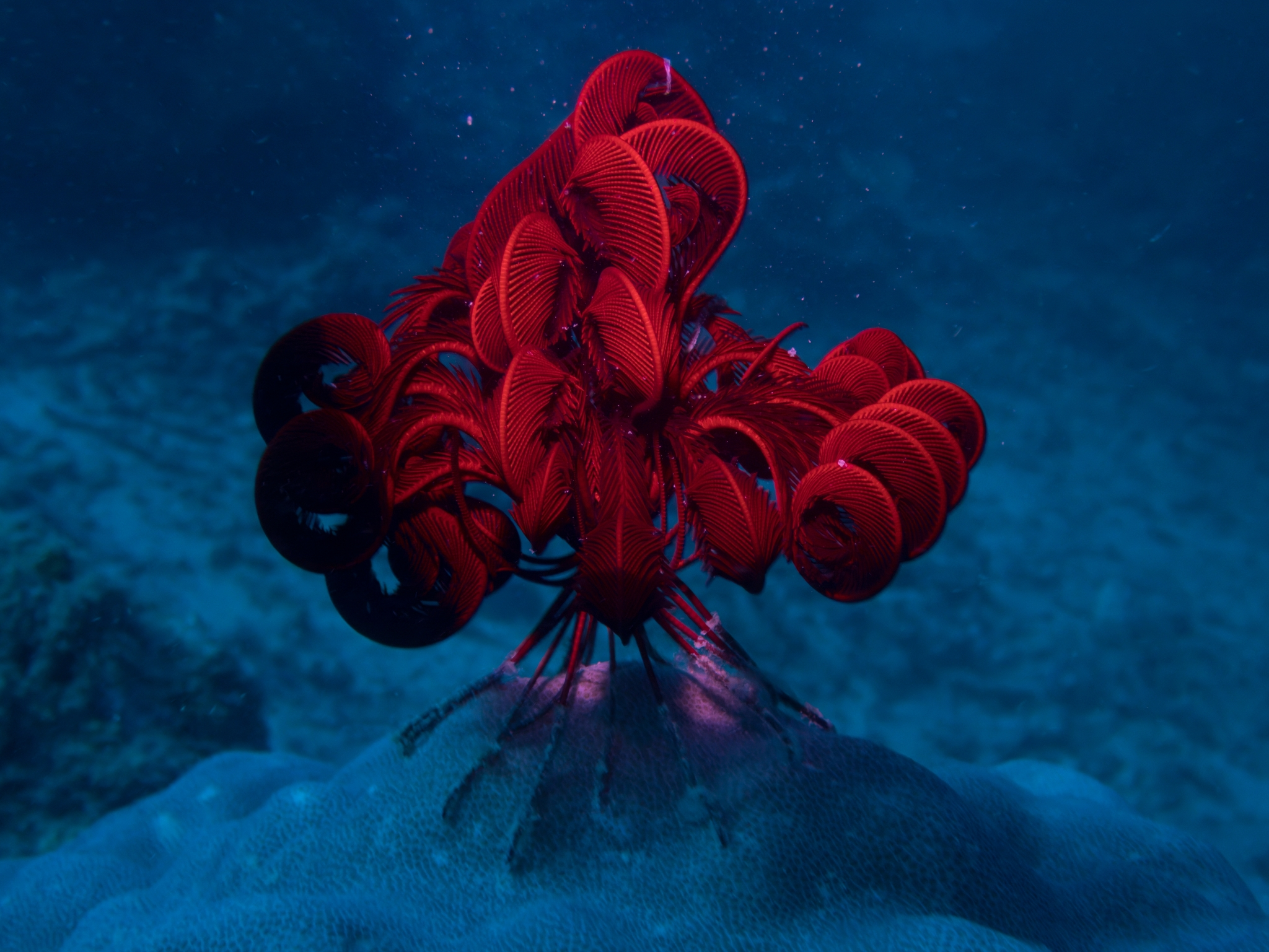
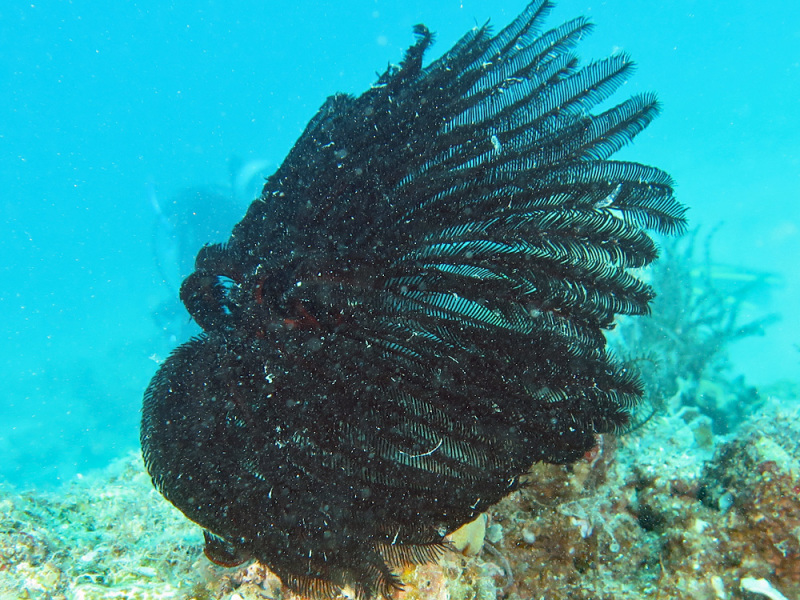
Aperçu général.
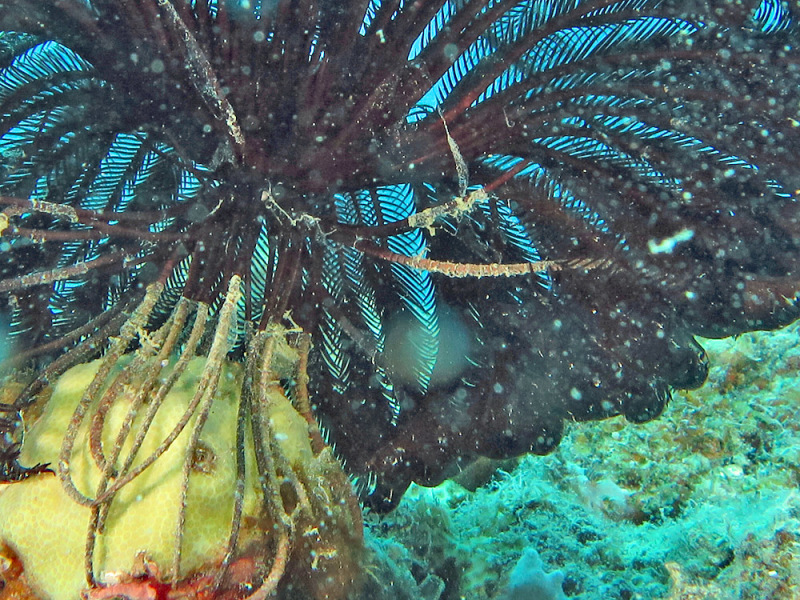
Vue aborale.
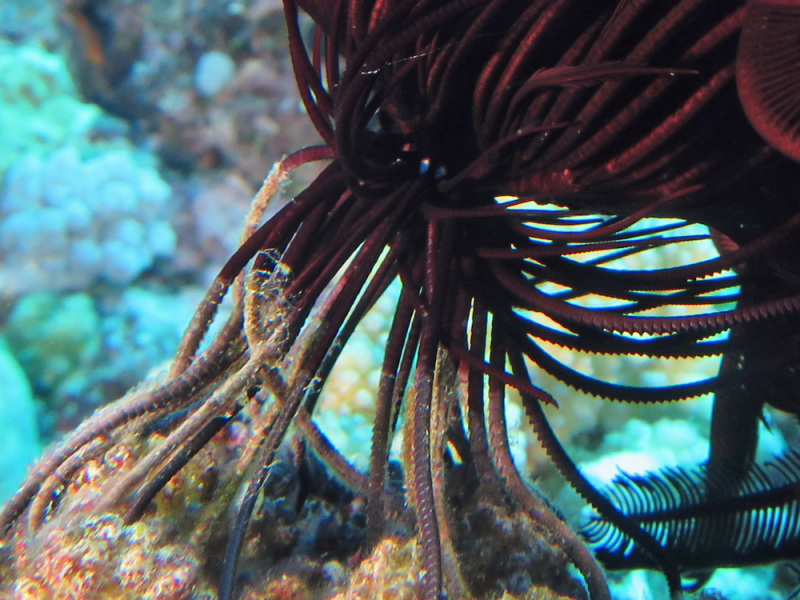
Gros-plan sur les cirrhes.

## Répartition et habitat
Cette espèce se retrouve essentiellement dans l'Indo-Pacifique central, de l'Indonésie au Vanuatu et aux Philippines. On la trouve entre une dizaine de mètres et 73 m de profondeur.

## Classification
L'espèce Pontiometra andersoni a été décrite pour la première fois en 1889 par le naturaliste britannique Philip Herbert Carpenter (d) (1852-1891) sous le protonyme Antedon andersoni,.
En 1907, le zoologiste américain Austin Hobart Clark (1880-1954) décrit l'espèce Pontiometra insperatus qui s'avèrera être un synonyme de Antedon andersoni, toutefois le genre Pontiometra sera retenu pour celle-ci désormais nommée sous le taxon Pontiometra andersoni. 
Pontiometra andersoni a pour synonymes :
- Antedon andersoni Carpenter, 1889
- Pontiometra insperatus AH Clark, 1909

## Publications originales
- Genre Pontiometra :
  - (en) Austin Hobart Clark, « New Genera of Recent Free Crinoids », Smithsonian Miscellaneous Collections, vol. 50, no 29,‎ 29 octobre 1907, p. 343-364 (ISSN 0096-8749, OCLC 1376204, lire en ligne). [5]
- Espèce Pontiometra andersoni (sous le taxon Antedon andersoni) :
  - (en) P. Herbert Carpenter, « Report on Comatulae of the Mergui Archipelago, collected for the Trustees of the Indian Museum, Calcutta, by Dr. John Anderson, F.R.S., Superintendent of the Museum », Journal of the Linnean Society of London, Zoology, Londres, Inconnu, vol. 21, nos 133-135,‎ octobre 1889, p. 304-316 (ISSN 0368-2935 et 2378-5314, OCLC 1680906, DOI 10.1111/J.1096-3642.1889.TB00639.X, lire en ligne).